# Preuilly
Preuilly – miejscowość i gmina we Francji, w Regionie Centralnym, w departamencie Cher.
Według danych na rok 1990 gminę zamieszkiwało 368 osób, a gęstość zaludnienia wynosiła 25 osób/km² (wśród 1842 gmin Regionu Centralnego Preuilly plasuje się na 782. miejscu pod względem liczby ludności, natomiast pod względem powierzchni na miejscu 894.).